# アゾトソーム

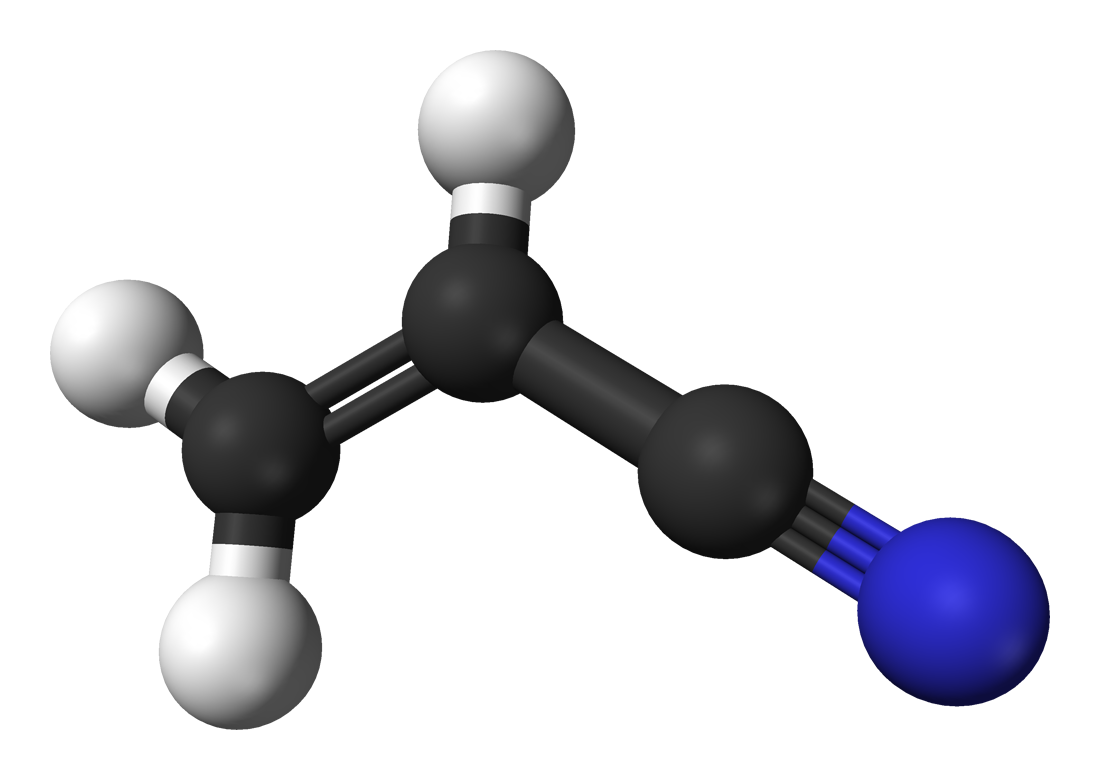
アゾトソームにおいて重要な役割を果たすとされている、アクリロニトリルの分子模型。白が水素、黒が炭素、青が窒素を表している。なお、これらの元素の中で最も電気陰性度が高いのは窒素であり、この窒素は少しだけ負に帯電している。

アゾトソーム（結合辞、azotosome）とは、液体状のメタンやエタンを溶媒にして生存し得ると仮想される細胞の細胞膜となり得ると考えられている、仮説上のモデルである。このモデルではアクリロニトリルが重要な分子とされている。ただし、2015年現在においても、アゾトソームの実在が確認されているわけではない。

## 概要
アゾトソームは、2015年2月にコーネル大学の研究者達が提唱した、仮想上の生体モデルである。その綴りの「azotosome」は、フランス語で「窒素」を意味する「azote」と、ギリシャ語で「身体」を意味する「soma」とを合わせた造語である。アゾトソームは、水を溶媒として生存する地球上の生命体を構成する細胞の細胞膜が持つ基本構造である脂質二重層と似た機能を、メタンやエタンを溶媒として果たせると予測されている。例えば、太陽系内においては土星最大の衛星であるタイタンのように、その表面に液体のメタンやエタンが存在している天体上に存在し得る生物の細胞が利用可能な膜となり得ると考えられている。

## 構造
コーネル大学の研究者達が言うアゾトソームは、窒素と炭素と水素によって構成されている。その主成分は、エチレンの水素のうちの1つがシアノ基に置換された分子、すなわちアクリロニトリルだとされている。アクリロニトリルは、地球上の生物が細胞膜の基本となる材料として使用しているリン脂質と比べると、その分子量は圧倒的に小さく、構造も単純である。しかしながら、アクリロニトリルもリン脂質と同様に、分子内に疎水性の部分と親水性の部分を持っている。アクリロニトリル分子内においては、窒素原子が最も電気陰性度が高く、分子内の電子が窒素の原子核の周辺に存在する確率が上がるために、ここが少しだけ負に帯電する。逆に、窒素原子付近の原子核の周辺においては、窒素原子核に引き寄せられた分だけ電子が存在する確率が下がり、少しだけ正に帯電する。このように電荷の偏りがあるシアノ基の部分は、比較的親水性が高い。これに対して、エチレンの部分（ここをビニル基と呼ぶ）は炭化水素であり、疎水性の部分である。よって、アクリロニトリルが疎水性溶媒である液体のメタンやエタンの中に入った時は、比較的親水性のシアノ基を内側に向け、ビニル基を溶媒側（膜の内面と外面）に向けた、言わば「アクリロニトリル二重層」が自動的に形成されると考えられている。

## 安定性と存在可能性について
アゾトソームの基本的な材料とされるアクリロニトリルは、分子状の酸素を含んだ地球の大気中では0 ℃で引火したり、勝手に重合するなど、現在の地球表面付近においては非常に不安定な物質の1つとして知られている。事実、地球上ではアクリロニトリルが漏れて火災になった事故も起きている。しかしながら、コーネル大学の研究者達によれば、アゾトソームは地球生命にとっては温度が低過ぎて、水とは違って疎水性の液体メタンや液体エタンの中においては、安定で分解されにくく、それでいて柔軟性を持った膜だという。そして、タイタンの大気にも微量ながらアクリロニトリルは含有されており、タイタンはアゾトソームの構造を持った生物が存在し得ると目されている他、タイタンと類似した環境でもアゾトソームを持った生物が存在し得ると言われている。ただし、2015年現在においてもアゾトソームの実在は確認されていない。